# Albert van Ouwater

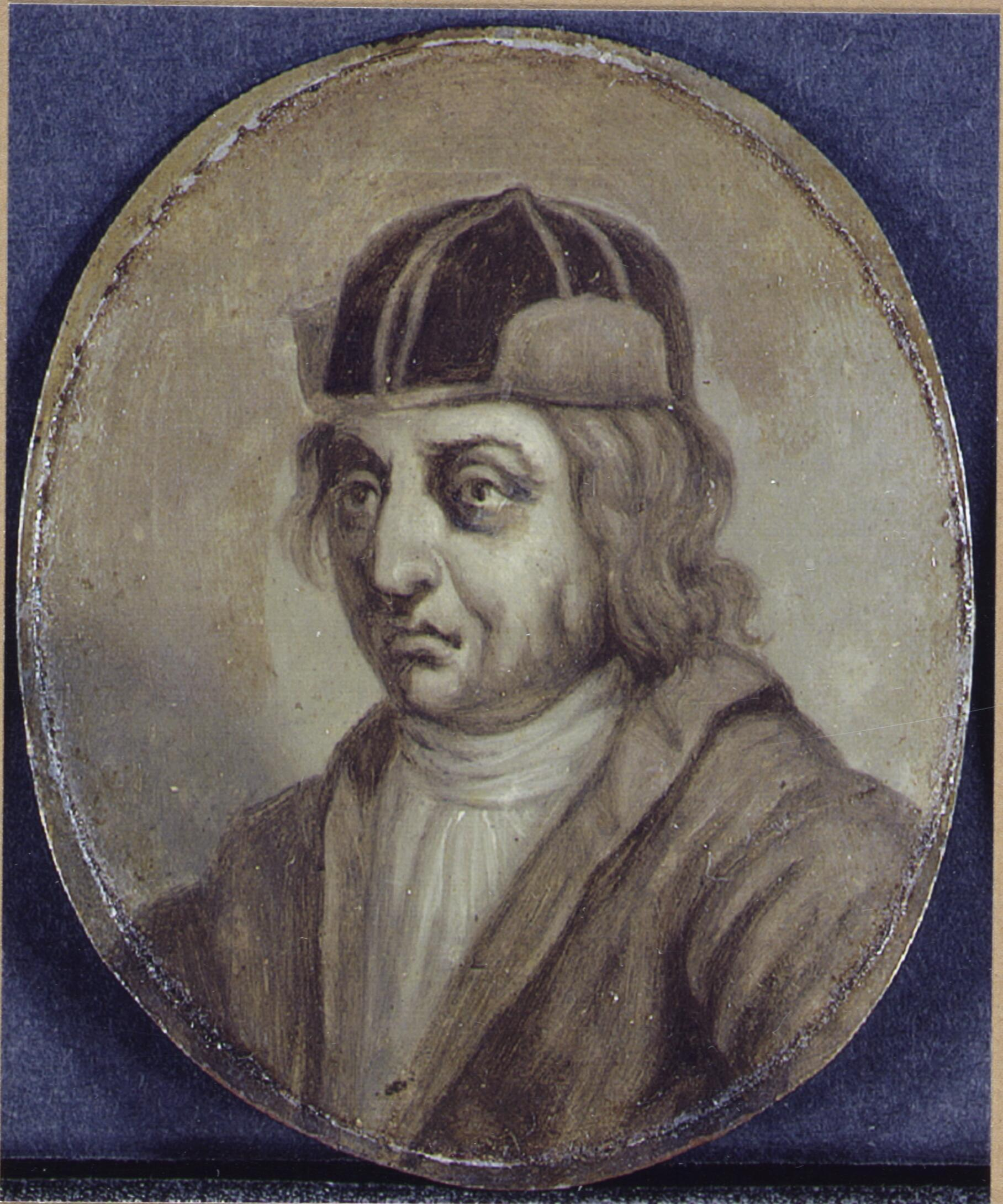
Retrato de Albert van Ouwater, según Jan Stolker (1739-1785), óleo sobre cobre, 10,2 x 8,2 cm, subastado en Christie's de Nueva York (2002).

Albert van Ouwater fue uno de los primeros artistas de la pintura holandesa que trabajó en el norte de los Países Bajos. Probablemente nació en Oudewater en torno a 1410-1415 y murió hacia 1475.

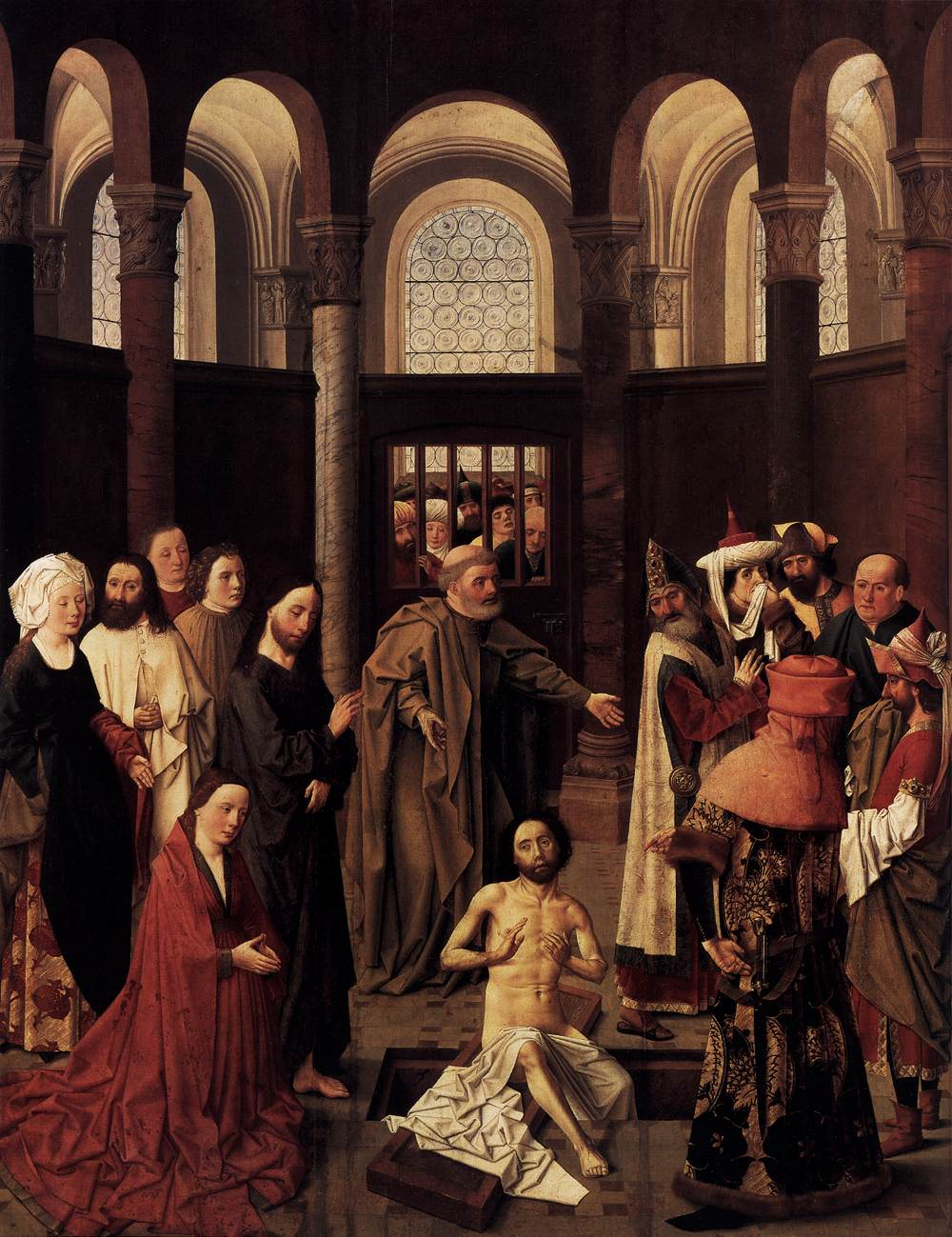
La resurrección de Lázaro, óleo sobre tabla, 122 x 92 cm, Gemäldegalerie de Berlín.

## Biografía
Van Ouwater es mencionado por Karel van Mander (1604) como un reputado pintor al óleo. Según Karel van Mander, fue posiblemente contemporáneo de Jan van Eyck y de Dirk Bouts, y habría sido maestro de Geertgen tot Sint Jans, a pesar de que rápidamente matizó esta declaración citando a un tal Albert Simonsz, que había sido discípulo de Jan Mostaert y sostenía que ni él ni Mostaert habían oído hablar de Albert van Ouwater o de Geertgen tot Sint Jans.
Van Mander ensalza un retablo de Van Ouwater en la iglesia principal de Haarlem, la Grotekerk o iglesia de San Bavón, con la representación de San Pedro y San Pablo, por lo cuidadosamente que habían sido diseñadas las figuras, representadas con ricos colores. Van Mander postula a Van Ouwater como el fundador de la escuela de pintura de Haarlem, haciendo de él la primera gran figura artística neerlandesa (no flamenca). Según Van Mander, la pintura del paisaje y la pintura al óleo fueron una especialidad de esta primera escuela holandesa, aunque ninguna de las obras de esta tendencia de Van Ouwater ha sobrevivido.

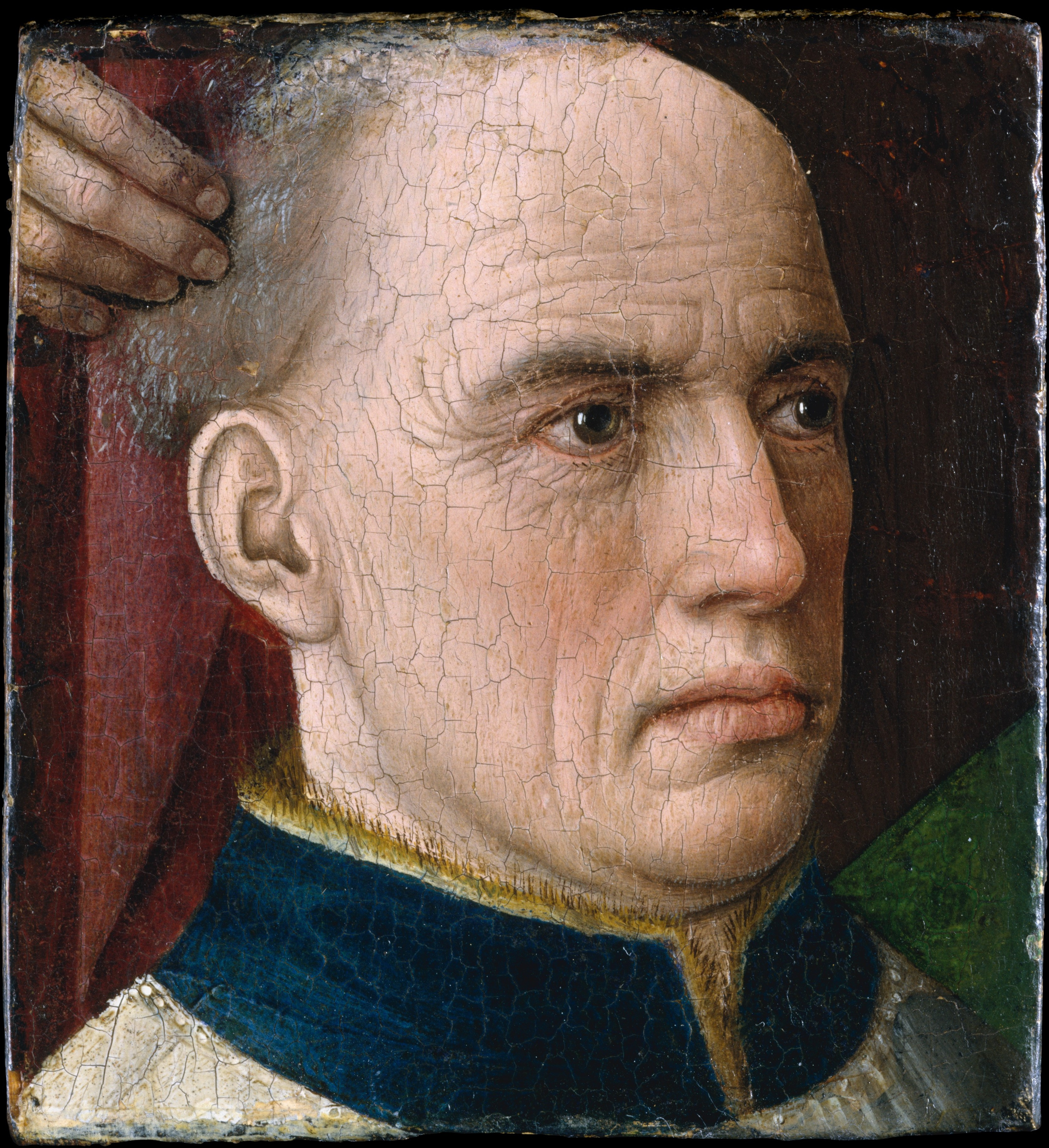
Atribuida a Van Ouwater:Cabeza de donante, óleo sobre tabla, 9,8 x 8,9 cm, The Metropolitan Museum of Art.

Van Mander describe otro cuadro de Van Ouwater de composición más amplia: la Resurrección de Lázaro, tomada por los españoles tras el Asedio de Haarlem como botín de guerra en 1573, pero de la que pudo ver una copia que fue admirada por Maarten van Heemskerck. La obra ha sido identificada con la pintura localizada actualmente en el Staatliche Museen de Berlín, la única obra de Van Ouwater ampliamente aceptada, aunque algunos estudiosos le atribuyen también la Cabeza de un donante del Museo Metropolitano de Arte en Nueva York.
Max J. Friedländer le asigna del mismo modo una Virgen y el Niño (Museo Metropolitano de Arte, Nueva York), pero este cuadro se ha asociado del mismo modo con las primeras obras de Dirk Bouts (el Museo Metropolitano de Arte ahora considera que es la obra de un pintor alemán influenciado por la escuela de Haarlem). Menos convincente, Albert Châtelet añade al legado de Van Ouwater un par de alas de altar con San Juan el Bautista y San Miguel (en la Capilla Real de Granada).
De acuerdo con el Rijksbureau voor Kunsthistorische Documentatie (RKD), van Ouwater también es conocido como Albertus Veteraquinas, y el historiador del arte W.R. Valentiner le identifica con Jacob Bellaert (Maestro de Bellaert) y el Maestro de la Sibila Tiburtina.